# Duitse Democratische Republiek op de Olympische Zomerspelen 1980
De Duitse Democratische Republiek (DDR) nam deel aan de Olympische Zomerspelen 1980 in Moskou, Sovjet-Unie. Met onder andere 47 gouden medailles, zeven meer dan tijdens de vorige editie, werd de tweede plaats in het medailleklassement behaald.

## Medaillewinnaars
De DDR eindigde op de tweede plaats in het medailleklassement, met 47 gouden, 37 zilveren en 42 bronzen medailles.
| Sport          | Olympiër | Discipline               | Medaille |
| -------------- | --- | ------------------------ | -------- |
| Atletiek       | Thomas Munkelt | 110m horden (m)          | Goud     |
| Atletiek       | Volker Beck | 400m horden (m)          | Goud     |
| Atletiek       | Waldemar Cierpinski | marathon (m)             | Goud     |
| Atletiek       | Hartwig Gauder | 50km snelwandelen (m)    | Goud     |
| Atletiek       | Lutz Dombrowski | verspringen (m)          | Goud     |
| Atletiek       | Gerd Wessig | hoogspringen (m)         | Goud     |
| Atletiek       | Bärbel Wöckel | 200m (v)                 | Goud     |
| Atletiek       | Marita Koch | 400m (v)                 | Goud     |
| Atletiek       | Romy Müller Bärbel Wöckel Ingrid Auerswald Marlies Göhr | 4x100m (v)               | Goud     |
| Atletiek       | Ilona Slupianek | kogelstoten (v)          | Goud     |
| Atletiek       | Evelin Jahl | discuswerpen (v)         | Goud     |
| Boksen         | Rudi Fink | -57kg (m)                | Goud     |
| Handbal        | Hans-Georg Beyer Hartmut Krüger Lothar Doering Peter Rost Günter Dreibrodt Dietmar Schmidt Ernst Gerlach Wieland Schmidt Klaus GrunerSiegfried Voigt Rainer Höft Frank-Michael Wahl Hans-Georg Jaunich Ingolf Wiegert                                 | mannen                   | Goud     |
| Judo           | Dietmar Lorenz | open klasse (m)          | Goud     |
| Kanovaren      | Rüdiger Helm | K-1 1000m (m)            | Goud     |
| Kanovaren      | Rüdiger Helm Bernd Olbricht Harald Marg Bernd Duvigneau | K-4 1000m (m)            | Goud     |
| Kanovaren      | Birgit Fischer | K-1 500m (v)             | Goud     |
| Kanovaren      | Carsta Genäuß Martina Bischof | K-2 500m (m)             | Goud     |
| Roeien         | Joachim Dreifke Klaus Kröppelien | dubbel-twee (m)          | Goud     |
| Roeien         | Jörg Landvoigt Bernd Landvoigt | twee-zonder (m)          | Goud     |
| Roeien         | Harald Jährling Friedrich-Wilhelm Ulrich Georg Spohr | twee-met (m)             | Goud     |
| Roeien         | Frank Dundr Carsten Bunk Uwe Heppner Martin Winter | dubbel-vier (m)          | Goud     |
| Roeien         | Siegfried Brietzke Andreas Decker Stefan Semmler Jürgen Thiele | vier-zonder (m)          | Goud     |
| Roeien         | Dieter Wendisch Walter Dießner Ullrich Dießner Gottfried Döhn Andreas Gregor | vier-met (m)             | Goud     |
| Roeien         | Bernd Krauß Hans-Peter Koppe Ulrich Kons Jörg Friedrich Jens Doberschütz Ulrich Karnatz Uwe Dühring Bernd Höing Klaus-Dieter Ludwig | acht (m)                 | Goud     |
| Roeien         | Ute Steindorf Cornelia Klier | twee-zonder (v)          | Goud     |
| Roeien         | Sybille Reinhardt Jutta Ploch Jutta Lau Roswietha Zobelt Liane Buhr | dubbel-vier (v)          | Goud     |
| Roeien         | Ramona Kapheim Silvia Fröhlich Angelika Noack Romy Saalfeld Kirsten Wenzel | vier-met (v)             | Goud     |
| Roeien         | Martina Boesler Kersten Neisser Christiane Köpke Birgit Schütz Gabriele Kühn Ilona Richter Marita Sandig Karin Metze Marina Wilke | acht (v)                 | Goud     |
| Schoonspringen | Falk Hoffmann | 10m toren (m)            | Goud     |
| Schoonspringen | Martina Jäschke | 10m toren (v)            | Goud     |
| Gymnastiek     | Maxi Gnauck | rekstok (m)              | Goud     |
| Gymnastiek     | Roland Brückner | vloer (m)                | Goud     |
| Wielersport    | Lutz Heßlich | sprint (m)               | Goud     |
| Wielersport    | Lothar Thoms | tijdrit (m)              | Goud     |
| Zwemmen        | Jörg Woithe | 100m vrije slag (m)      | Goud     |
| Zwemmen        | Barbara Krause | 100m vrije slag (v)      | Goud     |
| Zwemmen        | Barbara Krause | 200m vrije slag (v)      | Goud     |
| Zwemmen        | Ines Diers | 400m vrije slag (v)      | Goud     |
| Zwemmen        | Rica Reinisch | 100m rugslag (v)         | Goud     |
| Zwemmen        | Rica Reinisch | 200m rugslag (v)         | Goud     |
| Zwemmen        | Ute Geweniger | 100m schoolslag (v)      | Goud     |
| Zwemmen        | Caren Metschuck | 100m vlinderslag (v)     | Goud     |
| Zwemmen        | Ines Geißler | 200m vlinderslag (v)     | Goud     |
| Zwemmen        | Petra Schneider | 400m wisselslag (v)      | Goud     |
| Zwemmen        | Barbara Krause Caren Metschuck Ines Diers Sarina Hülsenbeck | 4x100m vrije slag (v)    | Goud     |
| Zwemmen        | Rica Reinisch Ute Geweniger Andrea Pollack Caren Metschuck | 4x100m wisselslag (v)    | Goud     |
| Atletiek       | Jürgen Straub | 1500m (m)                | Zilver   |
| Atletiek       | Klaus Thiele Andreas Knebel Frank Schaffer Volker Beck | 4x400m (m)               | Zilver   |
| Atletiek       | Frank Paschek | verspringen (m)          | Zilver   |
| Atletiek       | Marlies Göhr | 100m (v)                 | Zilver   |
| Atletiek       | Christiane Wartenberg | 1500m (v)                | Zilver   |
| Atletiek       | Johanna Schaller-Klier | 100m horden (v)          | Zilver   |
| Atletiek       | Barbara Krug Gabriele Löwe Christina Lathan Marita Koch | 4x400m (v)               | Zilver   |
| Atletiek       | Brigitte Wujak | verspringen (v)          | Zilver   |
| Gewichtheffen  | Joachim Kunz | -67,5kg (m)              | Zilver   |
| Gewichtheffen  | Jürgen Heuser | +110kg (m)               | Zilver   |
| Kanovaren      | Olaf Heukrodt Uwe Madeja | C-2 1000m (m)            | Zilver   |
| Roeien         | Cornelia Linse Heidi Westphal | dubbel-twee (v)          | Zilver   |
| Schietsport    | Bernd Hartstein | 50m geweer 3 houdingen   | Zilver   |
| Schietsport    | Hellfried Heilfort | 50m geweer liggend       | Zilver   |
| Schietsport    | Harald Vollmar | 50m pistool              | Zilver   |
| Schietsport    | Jurgen Wiefel | 25m snelvuurpistool      | Zilver   |
| Schietsport    | Thomas Pfeffer | 50m bewegend doel        | Zilver   |
| Schoonspringen | Martina Pröeber | 3m plank (v)             | Zilver   |
| Turnen         | Ralf-Peter Hemmann Lutz Hoffmann Lutz Mack Michael Nikolay Andreas Bronst Roland Brückner | meerkamp team (m)        | Zilver   |
| Turnen         | Steffi Kräker | sprong (v)               | Zilver   |
| Turnen         | Maxi Gnauck | individuele meerkamp (v) | Zilver   |
| Voetbal        | Bodo Rudwaleit Jürgen Bähringer Artur Ullrich Werner Peter Lothar Hause Dieter Kühn Frank Uhlig Norbert Trieloff Frank Baum Matthias Müller Rüdiger Schnuphase Matthias Liebers Frank Terletzki Bernd Jakubowski Wolfgang Steinbach Wolf-Rudiger Netz | mannen                   | Zilver   |
| Volleybal      | Katharina Bullin Christine Mummhardt Barbara Czekalla Karin Püschel Brigitte Fetzer Karla Roffeis Andrea Heim Martina Schmidt Ute Kostrzewa Annette Schultz Heike Lehmann Anke Westendorf                                                             | zaal (v)                 | Zilver   |
| Wielersport    | Gerald Mortag Uwe Unterwalder Matthias Wiegand Volker Winkler | ploegenachtervolging (m) | Zilver   |
| Wielersport    | Falk Boden Bernd Drogan Olaf Ludwig Hans-Joachim Hartnick | ploegentijdrit (m)       | Zilver   |
| Worstelen      | Uwe Neupert | -90 kg vrije stijl (m)   | Zilver   |
| Zeilen         | Jörn Borowski Egbert Swensson | 470                      | Zilver   |
| Zwemmen        | Roger Pyttel | 100m vlinderslag (m)     | Zilver   |
| Zwemmen        | Frank Pfütze Jörg Woithe Detlev Grabs Rainer Strohbach | 4x200m vrije slag (m)    | Zilver   |
| Zwemmen        | Caren Metschuck | 100m vrije slag (v)      | Zilver   |
| Zwemmen        | Ines Diers | 200m vrije slag (v)      | Zilver   |
| Zwemmen        | Petra Schneider | 400m vrije slag (v)      | Zilver   |
| Zwemmen        | Ines Diers | 800m vrije slag (v)      | Zilver   |
| Zwemmen        | Ina Kleber | 100m rugslag (v)         | Zilver   |
| Zwemmen        | Cornelia Polit | 200m rugslag (v)         | Zilver   |
| Zwemmen        | Andrea Pollack | 100m vlinderslag (v)     | Zilver   |
| Zwemmen        | Sybille Schönrock | 200m vlinderslag (v)     | Zilver   |
| Atletiek       | Frank Schaffer | 400m (m)                 | Brons    |
| Atletiek       | Roland Wieser | 20km snelwandelen (m)    | Brons    |
| Atletiek       | Jörg Freimuth | hoogspringen (m)         | Brons    |
| Atletiek       | Udo Beyer | kogelstoten (m)          | Brons    |
| Atletiek       | Wolfgang Hanisch | speerwerpen (m)          | Brons    |
| Atletiek       | Ingrid Auerswald | 100m (v)                 | Brons    |
| Atletiek       | Christina Lathan | 400m (v)                 | Brons    |
| Atletiek       | Jutta Kirst | hoogspringen (v)         | Brons    |
| Atletiek       | Margitta Droese-Pufe | kogelstoten (v)          | Brons    |
| Atletiek       | Ute Hommola | speerwerpen (v)          | Brons    |
| Boksen         | Richard Nowakowski | -60kg (m)                | Brons    |
| Boksen         | Karl-Heinz Krüger | -67kg (m)                | Brons    |
| Boksen         | Detlef Kästner | -71kg (m)                | Brons    |
| Boksen         | Herbert Bauch | -81kg (m)                | Brons    |
| Boksen         | Jürgen Fanghänel | +81kg (m)                | Brons    |
| Gewichtheffen  | Frank Mantek | -90kg (m)                | Brons    |
| Handbal        | Birgit Heinecke Christina Rost Roswitha Krause Sabine Röther Waltraud Kretzschmar Renate Rudolph Katrin Krüger Marion Tietz Kornelia Kunisch Petra Uhlig Evelyn Matz Claudia Wunderlich Kristina Richter Hannelore Zober                              | vrouwen                  | Brons    |
| Judo           | Karl-Heinz Lehmann | -71kg (m)                | Brons    |
| Judo           | Harald Heinke | -78kg (m)                | Brons    |
| Judo           | Detlef Ultsch | -86kg (m)                | Brons    |
| Judo           | Dietmar Lorenz | -95kg (m)                | Brons    |
| Kanovaren      | Olaf Heukrodt | C-1 500m (m)             | Brons    |
| Kanovaren      | Eckhard Leue | C-1 1000m (m)            | Brons    |
| Kanovaren      | Rüdiger Helm Bernd Olbricht | K-1 500m (m)             | Brons    |
| Roeien         | Peter Kersten | skiff (m)                | Brons    |
| Roeien         | Martina Schröter | skiff (v)                | Brons    |
| Schietsport    | Jorg Damme | trap                     | Brons    |
| Schoonspringen | Karin Guthke | 3m plank (v)             | Brons    |
| Turnen         | Roland Brückner | brug (m)                 | Brons    |
| Turnen         | Michael Nikolay | paard voltige (m)        | Brons    |
| Turnen         | Roland Brückner | sprong (m)               | Brons    |
| Turnen         | Steffi Kräker | brug (v)                 | Brons    |
| Turnen         | Maxi Gnauck | vloer (v)                | Brons    |
| Turnen         | Maxi Gnauck Silvia Hindorff Steffi Kräker Katharina Rensch Karola Sube Birgit Süss | meerkamp team (v)        | Brons    |
| Zwemmen        | Roger Pyttel | 200m vlinderslag (m)     | Brons    |
| Zwemmen        | Ines Diers | 100m vrije slag (v)      | Brons    |
| Zwemmen        | Carmela Schmidt | 200m vrije slag (v)      | Brons    |
| Zwemmen        | Carmela Schmidt | 400m vrije slag (v)      | Brons    |
| Zwemmen        | Heike Dähne | 800m vrije slag (v)      | Brons    |
| Zwemmen        | Petra Riedel | 100m rugslag (v)         | Brons    |
| Zwemmen        | Birgit Treiber | 200m rugslag (v)         | Brons    |
| Zwemmen        | Christiane Knacke | 100m vlinderslag (v)     | Brons    |

## Deelnemers en resultaten per onderdeel

### Atletiek
| Olympiër                                                | Discipline               | Resultaat | Prestatie                                                                                                 |
| ------------------------------------------------------- | ------------------------ | --------- | --- |
| Klaus-Dieter Kurrat                                     | 100m (m)                 | 25e       | serie 1: 4de in 10,53 kwartfinale 4: 6de in 10,54                                                         |
| Eugen Ray                                               | 100m (m)                 | 10e       | serie 5: 1ste in 10,38 kwartfinale 3: 3de in 10,30 halve finale 2: 6de in 10,47                           |
| Sören Schlegel                                          | 100m (m)                 | 17e       | serie 6: 1ste in 10,44 kwartfinale 1: 6de in 10,28                                                        |
| Bernhard Hoff                                           | 200m (m)                 | 5e        | serie 7: 3de in 21,53 kwartfinale 3: 3de in 20,96 halve finale 1: 2de in 20,69 finale: 5de in 20,50       |
| Olaf Prenzler                                           | 200m (m)                 | 10e       | serie 1: 3de in 21,38 kwartfinale 2: 4de in 20,89 halve finale 2: 5de in 21,00                            |
| Frank Schaffer                                          | 400m (m)                 | Brons     | serie 7: 1ste in 46,13 kwartfinale 3: 1ste in 46,15 halve finale 2: 1ste in 45,47 finale: 3de in 44,87    |
| Olaf Beyer                                              | 800m (m)                 | 11e       | serie 5: 1ste in 1.48,9 halve finale 3: 4de in 1.47,6                                                     |
| Andreas Busse                                           | 800m (m)                 | 5e        | serie 3: 1ste in 1.47,4 halve finale 1: 2de in 1.46,9 finale: 5de in 1.46,9                               |
| Detlef Wagenknecht                                      | 800m (m)                 | 6e        | serie 2: 1ste in 1.47,5 halve finale 2: 2de in 1.46,7 finale: 6de in 1.47,0                               |
| Andreas Busse                                           | 1500m (m)                | 4e        | serie 2: 1ste in 3.44,3 halve finale 1: 3de in 3.43,5 finale: 4de in 3.40,2                               |
| Jürgen Straub                                           | 1500m (m)                | Zilver    | serie 4: 2de in 3.37,0 halve finale 2: 2de in 3.39,4 finale: 2de in 3.38,8                                |
| Hansjörg Kunze                                          | 5000m (m)                | 22e       | serie 1: 2de in 13.44,4 halve finale 1: 11de in 14.00,3                                                   |
| Jörg Peter                                              | 10000m (m)               | 6e        | serie 2: 2de in 28.49,96 finale: 6de in 28.05,53                                                          |
| Werner Schildhauer                                      | 10000m (m)               | Zilver    | serie 1: 3de in 28.32,08 finale: 7de in 28.10,91                                                          |
| Thomas Dittrich                                         | 110m horden (m)          | 9e        | serie 3: 5de in 13,93 halve finale 1: 5de in 13,90                                                        |
| Thomas Munkelt                                          | 110m horden (m)          | Goud      | serie 2: 1ste in 13,55 halve finale 2: 1ste in 13,49 finale: 1ste in 13,39                                |
| Andreas Schlißke                                        | 110m horden (m)          | 16e       | serie 1: 4de in 14,18 halve finale 1: 8ste in 14,60                                                       |
| Volker Beck                                             | 400m horden (m)          | Goud      | serie 1: 3de in 50,35 halve finale 1: 1ste in 50,36 finale: 1ste in 48,70                                 |
| Ralf Pönitzsch                                          | 3000m steeplechase (m)   | 27e       | serie 2: 9de in 8.56,5                                                                                    |
| Sören Schlegel Eugen Ray Bernhard Hoff Thomas Munkelt   | 4x100m (m)               | 5e        | serie 2: 1ste in 38,65 finale: 5de in 38,73                                                               |
| Klaus Thiele Andreas Knebel Frank Schaffer Volker Beck  | 4x400m (m)               | Zilver    | serie 2: 1ste in 3.03,04 finale: 2de in 3.01,26                                                           |
| Waldemar Cierpinski                                     | marathon (m)             | Goud      | 2:11.03                                                                                                   |
| Jürgen Eberding                                         | marathon (m)             | 21e       | 2:18.04                                                                                                   |
| Hans-Joachim Truppel                                    | marathon (m)             | 11e       | 2:14.55                                                                                                   |
| Werner Heyer                                            | 20km snelwandelen (m)    | DSQ       | gediskwalificeerd                                                                                         |
| Karl-Heinz Stadtmüller                                  | 20km snelwandelen (m)    | 8e        | 1:29.21,7                                                                                                 |
| Roland Wieser                                           | 20km snelwandelen (m)    | Brons     | 1:25.58,5                                                                                                 |
| Uwe Dünkel                                              | 50km snelwandelen (m)    | DSQ       | gediskwalificeerd                                                                                         |
| Hartwig Gauder                                          | 50km snelwandelen (m)    | Goud      | 3:49.24                                                                                                   |
| Dietmar Meisch                                          | 50km snelwandelen (m)    | DSQ       | gediskwalificeerd                                                                                         |
| Lutz Dombrowski                                         | verspringen (m)          | Zilver    | kwalificatie groep A: 1ste met 8,17m finale: 1ste met 8,54m                                               |
| Frank Paschek                                           | verspringen (m)          | Zilver    | kwalificatie groep A: 1ste met 8,17m finale: 2de met 8,21m                                                |
| Peter Rieger                                            | verspringen (m)          | 18e       | kwalificatie groep A: 14de met 7,59m                                                                      |
| Jörg Freimuth                                           | hoogspringen (m)         | Brons     | kwalificatie groep A: 1ste met 2,21m finale: 3de met 2,31m                                                |
| Henry Lauterbach                                        | hoogspringen (m)         | 4e        | kwalificatie groep A: 1ste met 2,21m finale: 4de met 2,29m                                                |
| Gerd Wessig                                             | hoogspringen (m)         | Goud      | kwalificatie groep A: 1ste met 2,21m finale: 1ste met 2,36m (WR)                                          |
| Axel Weber                                              | polsstokhoogspringen (m) | 15e       | kwalificatie groep B: 7de met 5,15m                                                                       |
| Udo Beyer                                               | kogelstoten (m)          | Brons     | kwalificatie: 6de met 19,94m finale: 3de met 21,06m                                                       |
| Hans-Jürgen Jacobi                                      | kogelstoten (m)          | 4e        | kwalificatie: 7de met 19,92m finale: 6de met 20,32m                                                       |
| Hilmar Hoßfeld                                          | discuswerpen (m)         | 11e       | kwalificatie: 12de met 59,92m finale: 11de met 61,14m                                                     |
| Armin Lemme                                             | discuswerpen (m)         | 13e       | kwalificatie: 13de met 59,44m                                                                             |
| Wolfgang Schmidt                                        | discuswerpen (m)         | 4e        | kwalificatie: 8ste met 62,46m finale: 4de met 65,64m                                                      |
| Detlef Fuhrmann                                         | speerwerpen (m)          | 7e        | kwalificatie: 11de met 78,80m finale: 7de met 83,50m                                                      |
| Wolfgang Hanisch                                        | speerwerpen (m)          | Brons     | kwalificatie: 2de met 85,82m finale: 3de met 86,72m                                                       |
| Detlef Michel                                           | speerwerpen (m)          | 13e       | kwalificatie: 13de met 78,34m                                                                             |
| Detlef Gerstenberg                                      | kogelslingeren (m)       | 5e        | kwalificatie: 4de met 75,04m finale: 5de met 74,60m                                                       |
| Roland Steuk                                            | kogelslingeren (m)       | 4e        | kwalificatie: 5de met 73,52m finale: 4de met 77,54m                                                       |
| Steffen Grummt                                          | tienkamp (m)             | 8e        | 7892 punten                                                                                               |
| Rainer Pottel                                           | tienkamp (m)             | DNF       | niet gefinisht                                                                                            |
| Siegfried Stark                                         | tienkamp (m)             | DNF       | niet gefinisht                                                                                            |
|                                                         |                          |           | |
| Ingrid Auerswald                                        | 100m (v)                 | Brons     | serie 1: 1ste in 11,32 kwartfinale 3: 1ste in 11,12 halve finale 1: 2de in 11,27 finale: 3de in 11,14     |
| Marlies Göhr                                            | 100m (v)                 | Zilver    | serie 3: 1ste in 11,41 kwartfinale 2: 1ste in 11,12 halve finale 2: 2de in 11,18 finale: 2de in 11,07     |
| Romy Müller                                             | 100m (v)                 | 5e        | serie 2: 1ste in 11,41 kwartfinale 1: 2de in 11,09 halve finale 1: 1ste in 11,22 finale: 5de in 11,16     |
| Romy Müller                                             | 200m (v)                 | 4e        | serie 1: 1ste in 23,11 kwartfinale 3: 2de in 22,55 halve finale 2: 1ste in 22,72 finale: 4de in 22,47     |
| Bärbel Wöckel                                           | 200m (v)                 | Goud      | serie 5: 2de in 23,55 kwartfinale 2: 2de in 22,86 halve finale 1: 2de in 22,54 finale: 1ste in 22,03 (OR) |
| Marita Koch                                             | 400m (v)                 | Goud      | serie 5: 2de in 51,06 halve finale 1: 1ste in 50,57 finale: 1ste in 48,88 (OR)                            |
| Christina Lathan                                        | 400m (v)                 | Brons     | serie 1: 1ste in 51,33 halve finale 2: 1ste in 50,16 finale: 3de in 49,66                                 |
| Gabriele Löwe                                           | 400m (v)                 | 6e        | serie 4: 2de in 52,43 halve finale 1: 2de in 50,85 finale: 6de in 51,33                                   |
| Martina Kämpfert                                        | 800m (v)                 | 4e        | serie 3: 2de in 1.58,8 halve finale 1: 2de in 1.58,1 finale: 4de in 1.56,3                                |
| Hildegard Ullrich                                       | 800m (v)                 | 5e        | serie 4: 1ste in 2.00,1 halve finale 2: 2de in 1.58,7 finale: 5de in 1.57,2                               |
| Ulrike Bruns                                            | 1500m (v)                | 5e        | serie 1: 4de in 4.01,6 finale: 5de in 4.00,7                                                              |
| Beate Liebich                                           | 1500m (v)                | 13e       | serie 2: 6de in 4.06,8                                                                                    |
| Christiane Wartenberg                                   | 1500m (v)                | 6e        | serie 1: 3de in 4.00,4 finale: 2de in 3.57,8                                                              |
| Bettine Gärtz                                           | 100m horden (v)          | 7e        | serie 3: 2de in 13,06 halve finale 1: 3de in 13,04 finale: 7de in 12,93                                   |
| Johanna Klier                                           | 100m horden (v)          | Zilver    | serie 2: 2de in 13,03 halve finale 2: 2de in 12,77 finale: 2de in 12,63                                   |
| Kerstin Knabe                                           | 100m horden (v)          | 4e        | serie 1: 3de in 12,77 halve finale 2: 4de in 12,99 finale: 4de in 12,66                                   |
| Romy Muller Barbel Wockel Ingrid Auerswald Marlies Göhr | 4x100m (v)               | Goud      | 41,60 |
| Gabriele Löwe Barbara Krug Christina Lathan Marita Koch | 4x400m (v)               | Zilver    | serie 2: 1ste in 3.28,7 finale: 2de in 3.20,35                                                            |
| Siegrid Heimann                                         | verspringen (v)          | 7e        | kwalificatie groep B: 2de met 6,71m finale: 7de met 6,71m                                                 |
| Siegrun Siegl                                           | verspringen (v)          | 5e        | kwalificatie groep A: 5de met 6,53m finale: 5de met 6,87m                                                 |
| Brigitte Wujak                                          | verspringen (v)          | Zilver    | kwalificatie groep A: 3de met 6,65m finale: 2de met 7,04m                                                 |
| Rosemarie Ackermann                                     | hoogspringen (v)         | 4e        | kwalificatie groep A: 1ste met 1,88m finale: 4de met 1,91m                                                |
| Jutta Kirst                                             | hoogspringen (v)         | Brons     | kwalificatie groep A: 6de met 1,88m finale: 3de met 1,94m                                                 |
| Andrea Reichstein                                       | hoogspringen (v)         | 6e        | kwalificatie groep A: 9de met 1,88m finale: 6de met 1,91m                                                 |
| Margitta Pufe                                           | kogelstoten (v)          | Brons     | 21,20m |
| Ines Reichenbach                                        | kogelstoten (v)          | 8e        | 19,66m |
| Ilona Slupianek                                         | kogelstoten (v)          | Goud      | 22,41m (OR)                                                                                               |
| Gisela Beyer                                            | discuswerpen (v)         | 4e        | kwalificatie: 3de met 62,86m finale: 4de met 67,08m                                                       |
| Evelin Jahl                                             | discuswerpen (v)         | Goud      | kwalificatie: 8ste met 60,22m finale: 1ste met 69,96m                                                     |
| Margitta Pufe                                           | discuswerpen (v)         | 5e        | kwalificatie: 1ste met 65,52m finale: 5de met 66,12m                                                      |
| Ruth Fuchs                                              | speerwerpen (v)          | 8e        | kwalificatie groep B: 1ste met 64,26m finale: 8ste met 63,94m                                             |
| Ute Hommola                                             | speerwerpen (v)          | Brons     | kwalificatie groep B: 3de met 63,52m finale: 3de met 66,56m                                               |
| Ute Richter                                             | speerwerpen (v)          | 4e        | kwalificatie groep A: 1ste met 66,66m finale: 4de met 66,54m                                              |
| Christine Laser                                         | vijfkamp (v)             | DNF       | niet gefinisht                                                                                            |
| Ramona Neubert                                          | vijfkamp (v)             | 4e        | 4698 punten                                                                                               |
| Burglinde Pollak                                        | vijfkamp (v)             | 6e        | 4553 punten                                                                                               |

### Boksen
| Olympiër           | Discipline  | Resultaat | Prestatie |
| ------------------ | ----------- | --------- | --- |
| Dietmar Geilich    | -48kg (m)   | 5e        | 1ste ronde: W van IND Singh: 3-2 2de ronde: W van VEN Nieves: 5-0 kwartfinale: V van URS Sabirov: 1-4 |
| Mario Behrendt     | -54kg (m)   | 33e       | 1ste ronde: V van ROU Cipere: 0-5 |
| Rudi Fink          | -57kg (m)   | Goud      | 1ste ronde: W van FIN Kaislama: 5-0 2de ronde: W van AFG Mohammed: knock-out 3de ronde: W van MEX González: knock-out kwartfinale: W van ZAM Kabunda: 4-1 halve finale: W van URS Rybakov: 4-1 finale: W van CUB Horta: 4-1 |
| Richard Nowakowski | -60kg (m)   | Brons     | 1ste ronde: W van NGR Ossai: 5-0 2de ronde: W van UGA Nyeko: scheidsrechterlijke beslissing kwartfinale: W van GBR Gilbody: 5-0 halve finale: V van URS Demjanenko: scheidsrechterlijke beslissing                          |
| Dietmar Schwarz    | -63,5kg (m) | 9e        | 1ste ronde: W van ZAM Makofi: 5-0 2de ronde: V van PUR Molina: scheidrechterlijke beslissing |
| Karl-Heinz Krüger  | -67kg (m)   | Brons     | 1ste ronde: W van SYR Eldahhan: 5-0 2de ronde: W van TAN Msomba: 5-0 kwartfinale: W van GBR Frost: 5-0 halve finale: V van CUB Aldama: 0-5                                                                                  |
| Detlef Kästner     | -71kg (m)   | Brons     | 1ste ronde: vrij 2de ronde: W van NGR Adetunji: knock-out kwartfinale: W van TAN Njunwa: 5-0 halve finale: V van URS Kosjkin: 0-5                                                                                           |
| Manfred Trauten    | -75kg (m)   | 5e        | 1ste ronde: W van BUL Folev: 5-0 2de ronde: W van SWE Corpi: scheidsrechterlijke beslissing kwartfinale: V van URS Savtsjenko: scheidsrechterlijke beslissing                                                               |
| Herbert Bauch      | -81kg (m)   | Brons     | 1ste ronde: W van BUL Ivanov: 5-0 kwartfinale: W van AUS Pike: knock-out halve finale: V van YUG Kacar: scheidsrechterlijke beslissing                                                                                      |
| Jürgen Fanghänel   | +81kg (m)   | Brons     | 1ste ronde: W van ECU Castillo: 4-1 kwartfinale: W van BUL Stoimenov: scheidsrechterlijke beslissing halve finale: V van URS Zajev: 0-5                                                                                     |

### Gewichtheffen
| Olympiër        | Discipline  | Resultaat | Prestatie                                                       |
| --------------- | ----------- | --------- | --------------------------------------------------------------- |
| Andreas Letz    | -56kg (m)   | 4e        | trekken: 4de met 115kg stoten: 2de met 150kg totaal: 265kg      |
| Günter Ambraß   | -67,5kg (m) | 4e        | trekken: 6de met 140kg stoten: 4de met 180kg totaal: 320kg      |
| Joachim Kunz    | -67,5kg (m) | Zilver    | trekken: 3de met 145kg stoten: 2de met 190kg totaal: 335kg      |
| Günter Schliwka | -75kg (m)   | DNF       | niet gefinisht                                                  |
| Detlef Blasche  | -82,5kg (m) | 4e        | trekken: 8ste met 152,5kg stoten: 7de met 192,5kg totaal: 345kg |
| Frank Mantek    | -90kg (m)   | Brons     | trekken: 2de met 165kg stoten: 2de met 205kg totaal: 370kg      |
| Manfred Funke   | -100kg (m)  | 6e        | trekken: 6de met 165kg stoten: 5de met 207,5kg totaal: 377,5kg  |
| Michael Henning | -100kg (m)  | 4e        | trekken: 5de met 170kg stoten: 1ste met 217,5kg totaal: 382,5kg |
| jürgen Heuser   | +110kg (m)  | Zilver    | trekken: 2de met 182,5kg stoten: 2de met 227,5kg totaal: 410kg  |

### Handbal

#### Mannen
| Olympiër | Discipline | Resultaat | Prestatie |
| --- | ---------- | --------- | --- |
| Hans-Georg Beyer Hartmut Krüger Lothar Doering Peter Rost Günter Dreibrodt Dietmar Schmidt Ernst Gerlach Wieland Schmidt Klaus GrunerSiegfried Voigt Rainer Höft Frank-Michael Wahl Hans-Georg Jaunich Ingolf Wiegert | mannen     | Goud      | groep A: 1ste W van Spanje: 21-17 G van Hongarije: 14-14 W van Cuba: 27-20 W van Polen: 22-21 W van Denemarken: 24-20 finale: W van Sovjet-Unie: 23-22 |

| Groep A |            |             |             |             |             |            |            |            |        |
| #       | Land       | Wedstrijden | Wedstrijden | Wedstrijden | Wedstrijden | Doelpunten | Doelpunten | Doelpunten | Punten |
| #       | Land       | G           | W           | G           | V           | V          | T          | Saldo      | Punten |
| 1       | DDR        | 5           | 4           | 0           | 1           | 108        | 92         | +16        | 9      |
| 2       | Hongarije  | 5           | 3           | 2           | 0           | 96         | 88         | +8         | 8      |
| 3       | Spanje     | 5           | 2           | 1           | 2           | 102        | 106        | -4         | 5      |
| 4       | Polen      | 5           | 2           | 1           | 2           | 123        | 97         | +24        | 5      |
| 5       | Denemarken | 5           | 1           | 0           | 4           | 96         | 104        | -8         | 2      |
| 6       | Cuba       | 5           | 0           | 1           | 4           | 103        | 141        | -38        | 1      |

| Ronde      | Datum     | Plaats | Land  | Score       | Land |
| ---------- | --------- | ------ | ----- | ----------- | ---- |
| Groepsfase |           |        |       |             |      |
| 20 juli    | Sokolniki | DDR    | 21-17 | Spanje      |      |
| 22 juli    | Dynamo    | DDR    | 14-14 | Hongarije   |      |
| 24 juli    | Sokolniki | DDR    | 27-20 | Cuba        |      |
| 26 juli    | Dynamo    | DDR    | 22-21 | Polen       |      |
| 28 juli    | Sokolniki | DDR    | 24-20 | Denemarken  |      |
| Finale     |           |        |       |             |      |
| 28 juli    | Sokolniki | DDR    | 23-22 | Sovjet-Unie |      |

#### Vrouwen
| Olympiër | Discipline | Resultaat | Prestatie |
| --- | ---------- | --------- | --- |
| Birgit Heinecke Christina Rost Roswitha Krause Sabine Röther Waltraud Kretzschmar Renate Rudolph Katrin Krüger Marion Tietz Kornelia Kunisch Petra Uhlig Evelyn Matz Claudia Wunderlich Kristina Richter Hannelore Zober | vrouwen    | Brons     | groep 3de W van Tsjecho-Slowakije: 16-10 G van Joegoslavië: 15-15 W van Congo-Brazzaville: 28-26 W van Hongarije: 19-9 V van Sovjet-Unie: 13-18 |

| Groepsfase |                   |             |             |             |             |            |            |            |        |
| #          | Land              | Wedstrijden | Wedstrijden | Wedstrijden | Wedstrijden | Doelpunten | Doelpunten | Doelpunten | Punten |
| #          | Land              | G           | W           | G           | V           | V          | T          | Saldo      | Punten |
| 1          | Sovjet-Unie       | 5           | 5           | 0           | 0           | 99         | 52         | +47        | 10     |
| 2          | Joegoslavië       | 5           | 3           | 1           | 1           | 107        | 67         | +40        | 7      |
| 3          | DDR               | 5           | 3           | 1           | 1           | 91         | 58         | +33        | 7      |
| 4          | Hongarije         | 5           | 1           | 1           | 3           | 80         | 74         | +6         | 3      |
| 5          | Tsjecho-Slowakije | 5           | 1           | 1           | 3           | 65         | 78         | -13        | 3      |
| 6          | Congo-Brazzaville | 5           | 0           | 0           | 5           | 46         | 159        | -113       | 0      |

| Ronde      | Datum     | Plaats | Land  | Score             | Land |
| ---------- | --------- | ------ | ----- | ----------------- | ---- |
| Groepsfase |           |        |       |                   |      |
| 21 juli    | Dynamo    | DDR    | 16-10 | Tsjecho-Slowakije |      |
| 21 juli    | Dynamo    | DDR    | 15-15 | Joegoslavië       |      |
| 21 juli    | Dynamo    | DDR    | 28-6  | Congo-Brazzaville |      |
| 21 juli    | Dynamo    | DDR    | 19-9  | Hongarije         |      |
| 21 juli    | Sokolniki | DDR    | 13-18 | Sovjet-Unie       |      |

### Judo
| Olympiër           | Discipline      | Resultaat | Prestatie |
| ------------------ | --------------- | --------- | --- |
| Reinhardt Arndt    | -60kg (m)       | 11e       | 1ste ronde: W van ROU Szabó 2de ronde: V van MGL Dorj |
| Reinhardt Arndt    | -65kg (m)       | 4e        | 1ste ronde: vrij 2de ronde: W van AUS Young kwartfinale: W van GBR Neenan halve finale: V van URS Solodoechin bronzen finale: V van BUL Nedkov               |
| Karl-Heinz Lehmann | -71kg (m)       | Brons     | 1ste ronde: W van AUT Leo 2de ronde: W van FIN Myllylä kwartfinale: W van SEN Dionge halve finale: V van GBR Adams bronzen finale: W van POL Alkśnin         |
| Harald Heinke      | -78kg (m)       | Brons     | 1ste ronde: W van SEN Badiane 2de ronde: V van URS Chabareli herkansingen: W van BUL Petrov bronzen finale: W van ROU Frăţică                                |
| Detlef Ultsch      | -86kg (m)       | Brons     | 1ste ronde: W van KUW Muzaffer 2de ronde: W van SMR Casadei kwartfinale: V van CUB Azcuy herkansingen: W van GBR Donnelly bronzen finale: W van BRA Carmona  |
| Dietmar Lorenz     | -95kg (m)       | Brons     | 1ste ronde: W van SYR Kobti 2de ronde: W van AUT Köstenberger kwartfinale: V van URS Sjubuluri herkansingen: W van ROU Radu bronzen finale: W van CUB Tornes |
| Dietmar Lorenz     | open klasse (m) | Goud      | 1ste ronde: vrij 2de ronde: W van ROU Drăgoi kwartfinale: W van MGL Tsend-Ayuush halve finale: W van GBR Mapp finale: W van FRA Parisi                       |

### Kanovaren
| Olympiër                                                | Discipline    | Resultaat | Prestatie                                                                        |
| ------------------------------------------------------- | ------------- | --------- | -------------------------------------------------------------------------------- |
| Olaf Heukrodt                                           | C-1 500m (m)  | Brons     | serie 2: 2de in 1.55,37 finale: 3de in 1.54,38                                   |
| Eckhard Leue                                            | C-1 1000m (m) | Brons     | serie 2: 2de in 4.04,09 finale: 3de in 4.15,02                                   |
| Olaf Heukrodt Uwe Madeja                                | C-2 1000m (m) | Zilver    | serie 2: 4de in 3.17,43 halve finale: 1ste in 3.54,99 finale: 2de in 3.49,93     |
| Frank-Peter Bischof                                     | K-1 500m (m)  | 5e        | serie 1: 1ste in 1.46,13 halve finale 1: 1ste in 1.46,21 finale: 5de in 1.45,97  |
| Rüdiger Helm                                            | K-1 1000m (m) | Goud      | serie 1: 1ste in 3.45,20 halve finale 1: 1ste in 3.52,04 finale: 1ste in 3.48,77 |
| Rüdiger Helm Bernd Olbricht                             | K-2 500m (m)  | Brons     | serie 1: 1ste in 1.35,36 halve finale 1: 1ste in 1.35,88 finale: 3de in 1.34,00  |
| Peter Hempel Harry Nolte                                | K-2 1000m (m) | 5e        | serie 1: 2de in 3.25,71 halve finale 3: 1ste in 3.32,77 finale: 5de in 3.31,02   |
| Rüdiger Helm Bernd Olbricht Harald Marg Bernd Duvigneau | K-4 1000m (m) | Goud      | serie 2: 1ste in 3.04,86 finale: 1ste in 3.13,76                                 |
|                                                         |               |           |                                                                                  |
| Birgit Fischer                                          | K-1 500m (v)  | Goud      | serie 1: 1ste in 1.56,92 finale: 1ste in 1.57,96                                 |
| Carsta Genäuß Martina Bischof                           | K-2 500m (v)  | Goud      | serie 2: 1ste in 1.46,95 finale: 1ste in 1.43,88                                 |

### Roeien
| Olympiër | Discipline      | Resultaat | Prestatie                                                                        |
| --- | --------------- | --------- | -------------------------------------------------------------------------------- |
| Peter Kersten | skiff (m)       | Brons     | serie 2: 2de in 7.49,01 halve finale 1: 1ste in 7.17,99 finale: 3de in 7.14,88   |
| Joachim Dreifke Klaus Kröppelien | dubbel-twee (m) | Goud      | serie 1: 1ste in 6.54,69 finale: 1ste in 6.24,33                                 |
| Jörg Landvoigt Bernd Landvoigt | twee-zonder (m) | Goud      | serie 1: 1ste in 7.19,05 halve finale 1: 1ste in 6.40,54 finale: 1ste in 6.48,01 |
| Harald Jährling Friedrich-Wilhelm Ulrich Georg Spohr                                                                                | twee-met (m)    | Goud      | serie 2: 1ste in 7.32,89 finale: 1ste in 7.02,54                                 |
| Frank Dundr Carsten Bunk Uwe Heppner Martin Winter                                                                                  | dubbel-vier (m) | Goud      | serie 2: 1ste in 6.01,68 finale: 1ste in 5.49,81                                 |
| Siegfried Brietzke Andreas Decker Stefan Semmler Jürgen Thiele                                                                      | vier-zonder (m) | Goud      | serie 2: 1ste in 6.19,93 finale: 1ste in 6.08,17                                 |
| Dieter Wendisch Walter Dießner Ullrich Dießner Gottfried Döhn Andreas Gregor                                                        | vier-met (m)    | Goud      | serie 1: 1ste in 6.44,49 finale: 1ste in 6.141,5                                 |
| Bernd Krauß Hans-Peter Koppe Ulrich Kons Jörg Friedrich Jens Doberschütz Ulrich Karnatz Uwe Dühring Bernd Höing Klaus-Dieter Ludwig | acht (m)        | Goud      | serie 2: 1ste in 5.55,89 finale: 1ste in 5.49,05                                 |
| |                 |           |                                                                                  |
| Martina Schröter | skiff (v)       | Brons     | serie 1: 2de in 4.09,76 halve finale 2: 1ste in 3.42,97 finale: 3de in 3.43,54   |
| Cornelia Linse Heidi Westphal | dubbel-twee (v) | Zilver    | serie 1: 3de in 3.32,23 herkansingen: 1ste in 3.20,49 finale: 2de in 3.17,63     |
| Ute Steindorf Cornelia Klier | twee-zonder (v) | Goud      | serie 1: 2de in 4.00,17 finale: 1ste in 3.30,49                                  |
| Sybille Reinhardt Jutta Ploch Jutta Lau Roswietha Zobelt Liane Buhr                                                                 | dubbel-vier (v) | Goud      | serie 2: 3de in 3.18,16 herkansingen: 1ste in 3.17,00 finale: 1ste in 3.15,32    |
| Ramona Kapheim Silvia Fröhlich Angelika Noack Romy Saalfeld Kirsten Wenzel                                                          | vier-met (v)    | Goud      | serie 2: 1ste in 3.25,22 finale: 1ste in 3.19,27                                 |
| Martina Boesler Kersten Neisser Christiane Köpke Birgit Schütz Gabriele Kühn Ilona Richter Marita Sandig Karin Metze Marina Wilke   | acht (v)        | Goud      | serie 2: 1ste in 3.13,41 finale: 1ste in 3.03,32                                 |

### Schermen
| Olympiër                                                                       | Discipline      | Resultaat | Prestatie |
| ------------------------------------------------------------------------------ | --------------- | --------- | --------- |
| Hartmuth Behrens                                                               | floret (m)      | 9e        |           |
| Klaus Haertter                                                                 | floret (m)      | 16e       |           |
| Klaus Kotzmann                                                                 | floret (m)      | 12e       |           |
| Siegmar Gutzeit Hartmuth Behrens Adrian Germanus Klaus Kotzmann Klaus Haertter | floret team (m) | 4e        |           |
| Frank-Eberhard Höltje                                                          | sabel (m)       | 18e       |           |
| Rüdiger Müller                                                                 | sabel (m)       | 27e       |           |
| Peter Ulbrich                                                                  | sabel (m)       | 23e       |           |
| Rüdiger Müller Hendrik Jung Peter Ulbrich Frank-Eberhard Höltje Gerd May       | sabel team (m)  | 6e        |           |
|                                                                                |                 |           |           |
| Sabine Hertrampf                                                               | floret (v)      | 23e       |           |
| Gabriele Janke                                                                 | floret (v)      | 16e       |           |
| Mandy Niklaus                                                                  | floret (v)      | 12e       |           |
| Mandy Niklaus Gabriele Janke Sabine Hertrampf Beate Schubert                   | floret team (v) | 8e        |           |

### Schietsport
| Olympiër           | Discipline             | Resultaat | Prestatie                             |
| ------------------ | ---------------------- | --------- | ------------------------------------- |
| Bernd Hartstein    | 50m geweer 3 houdingen | Zilver    | 1166 punten: (399-393-394)            |
| Hellfried Heilfort | 50m geweer 3 houdingen | 7e        | 1162 punten: (394-390-378)            |
| Mario Gonsierowski | 50m geweer liggend     | 20e       | 593 punten                            |
| Hellfried Heilfort | 50m geweer liggend     | Zilver    | 599 punten                            |
| Uwe Potteck        | 50m pistool            | 16e       | 556 punten: (91-91-94-93-93-94)       |
| Harald Vollmar     | 50m pistool            | Zilver    | 568 punten: (93-93-93-97-98-94)       |
| Andreas Franke     | 25m snelvuurpistool    | 11e       | 593 punten: (297-296)                 |
| Jürgen Wiefel      | 25m snelvuurpistool    | Zilver    | 596 punten: (299-297)                 |
| Bernhard Hochwald  | skeet                  | 20e       | 192 punten: (24-25-24-24-23-24-24-24) |
| Axel Krämer        | skeet                  | 42e       | 179 punten: (24-22-24-22-23-23-18-23) |
| Jörg Damme         | trap                   | Brons     | 196 punten                            |
| Burckhardt Hoppe   | trap                   | 8e        | 192 punten                            |
| Hans-Jürgen Helbig | 50m bewegend doel      | 8e        | 579 punten                            |
| Thomas Pfeffer     | 50m bewegend doel      | Zilver    | 589 punten                            |

### Schoonspringen
| Olympiër        | Discipline    | Resultaat | Prestatie                                                        |
| --------------- | ------------- | --------- | ---------------------------------------------------------------- |
| Falk Hoffmann   | 3m plank (m)  | 4e        | voorronde: 3de met 567,78 punten finale: 4de met 858,51 punten   |
| Frank Taubert   | 3m plank (m)  | 9e        | voorronde: 9de met 524,04 punten                                 |
| Dieter Waskow   | 3m plank (m)  | 10e       | voorronde: 10de met 522,87 punten                                |
| Falk Hoffmann   | 10m plank (m) | Goud      | voorronde: 1ste met 546,12 punten finale: 1ste met 835,65 punten |
| Thomas Knuths   | 10m plank (m) | 6e        | voorronde: 3de met 521,01 punten finale: 6de met 783,975 punten  |
| Dieter Waskow   | 10m plank (m) | 5e        | voorronde: 6de met 515,16 punten finale: 5de met 802,80 punten   |
|                 |               |           |                                                                  |
| Karin Guthke    | 3m plank (v)  | Brons     | voorronde: 4de met 435,21 punten finale: 3de met 685,245 punten  |
| Martina Jäschke | 3m plank (v)  | 5e        | voorronde: 6de met 427,44 punten finale: 5de met 668,115 punten  |
| Martina Proeber | 3m plank (v)  | Zilver    | voorronde: 3de met 450,99 punten finale: 2de met 698,895 punten  |
| Martina Jäschke | 10m toren (v) | Goud      | voorronde: 4de met 359,88 punten finale: 1ste met 596,25 punten  |
| Kerstin Krause  | 10m toren (v) | 9e        | voorronde: 9de met 322,68 punten                                 |
| Ramona Wenzel   | 10m toren (v) | 4e        | voorronde: 5de met 358,86 punten finale: 4de met 542,070 punten  |

### Turnen
| Olympiër                                                                                  | Discipline               | Resultaat | Prestatie                                                           |
| ----------------------------------------------------------------------------------------- | ------------------------ | --------- | ------------------------------------------------------------------- |
| Roland Bräckner                                                                           | brug (m)                 | Brons     | kwalificatie: 5de met 19,60 punten finale: 3de met 19,650 punten    |
| Michael Nikolay                                                                           | brug (m)                 | 4e        | kwalificatie: 9de met 19,40 punten finale: 4de met 19,600 punten    |
| Roland Bräckner                                                                           | paard voltige (m)        | 4e        | kwalificatie: 6de met 19,65 punten finale: 4de met 19,725 punten    |
| Michael Nikolay                                                                           | paard voltige (m)        | Brons     | kwalificatie: 3de met 19,75 punten finale: 3de met 19,775 punten    |
| Ralf-Peter Hemmann                                                                        | rekstok (m)              | 4e        | kwalificatie: 6de met 19,35 punten finale: 4de met 19,525 punten    |
| Michael Nikolay                                                                           | rekstok (m)              | 4e        | kwalificatie: 6de met 19,35 punten finale: 4de met 19,525 punten    |
| Roland Bräckner                                                                           | ringen (m)               | 4e        | kwalificatie: 7de met 19,55 punten finale: 4de met 19,575 punten    |
| Roland Bräckner                                                                           | sprong (m)               | Brons     | kwalificatie: 2de met 19,75 punten finale: 3de met 19,775 punten    |
| Ralf-Peter Hemmann                                                                        | sprong (m)               | 4e        | kwalificatie: 7de met 19,65 punten finale: 4de met 19,750 punten    |
| Roland Bräckner                                                                           | vloer (m)                | Goud      | kwalificatie: 2de met 19,70 punten finale: 1ste met 19,75 punten    |
| Lutz Hoffmann                                                                             | vloer (m)                | 6e        | kwalificatie: 9de met 19,45 punten finale: 6de met 18,725 punten    |
| Roland Bräckner                                                                           | meerkamp individueel (m) | 5e        | kwalificatie: 7de met 116,90 punten finale: 5de met 117,30 punten   |
| Andreas Bronst                                                                            | meerkamp individueel (m) | 15e       | kwalificatie: 15de met 114,85 punten                                |
| Ralf-Peter Hemmann                                                                        | meerkamp individueel (m) | 14e       | kwalificatie: 14de met 115,70 punten                                |
| Lutz Hoffmann                                                                             | meerkamp individueel (m) | 7e        | kwalificatie: 13de met 115,75 punten finale: 7de met 116,025 punten |
| Lutz Mack                                                                                 | meerkamp individueel (m) | 20e       | kwalificatie: 20ste met 114,00 punten                               |
| Michael Nikolay                                                                           | meerkamp individueel (m) | 6e        | kwalificatie: 8ste met 116,50 punten finale: 6de met 116,75 punten  |
| Roland Bräckner Andreas Bronst Ralf-Peter Hemmann Lutz Hoffmann Lutz Mack Michael Nikolay | meerkamp team (m)        | Zilver    | 581,15 punten                                                       |
|                                                                                           |                          |           |                                                                     |
| Maxi Gnauck                                                                               | balk (v)                 | 4e        | kwalificatie: 4de met 19,70 punten finale: 4de met 19,700 punten    |
| Maxi Gnauck                                                                               | brug (v)                 | Goud      | kwalificatie: 1ste met 19,95 punten finale: 1ste met 19,875 punten  |
| Steffi Kräker                                                                             | brug (v)                 | Brons     | kwalificatie: 3de met 19,75 punten finale: 3de met 19,775 punten    |
| Maxi Gnauck                                                                               | sprong (v)               | 6e        | kwalificatie: 1ste met 19,85 punten finale: 6de met 19,300 punten   |
| Steffi Kräker                                                                             | sprong (v)               | Zilver    | kwalificatie: 1ste met 19,85 punten finale: 2de met 19,675 punten   |
| Maxi Gnauck                                                                               | vloer (v)                | Brons     | kwalificatie: 1ste met 19,85 punten finale: 3de met 19,825 punten   |
| Maxi Gnauck                                                                               | meerkamp individueel (v) | Zilver    | kwalificatie: 1ste met 79,35 punten finale: 2de met 79,075 punten   |
| Silvia Hindorff                                                                           | meerkamp individueel (v) | 21e       | kwalificatie: 21ste met 77,35 punten                                |
| Steffi Kräker                                                                             | meerkamp individueel (v) | 8e        | kwalificatie: 10de met 78,50 punten finale: 8ste met 78,200 punten  |
| Katharina Rensch                                                                          | meerkamp individueel (v) | 9e        | kwalificatie: 9de met 78,55 punten finale: 9de met 78,125 punten    |
| Birgit Süß                                                                                | meerkamp individueel (v) | 17e       | kwalificatie: 17de met 77,90 punten                                 |
| Karola Sube                                                                               | meerkamp individueel (v) | 23e       | kwalificatie: 23ste met 77,20 punten                                |
| Maxi Gnauck Silvia Hindorff Steffi Kräker Katharina Rensch Birgit Süß Karola Sube         | meerkamp team (v)        | Brons     | 392,55 punten                                                       |

### Voetbal
| Olympiër | Discipline | Resultaat | Prestatie |
| --- | ---------- | --------- | --- |
| Bodo Rudwaleit Jürgen Bähringer Artur Ullrich Werner Peter Lothar Hause Dieter Kühn Frank Uhlig Norbert Trieloff Frank Baum Matthias Müller Rüdiger Schnuphase Matthias Liebers Frank Terletzki Bernd Jakubowski Wolfgang Steinbach Wolf-Rudiger Netz | mannen     | Zilver    | groep C: 1ste G van Spanje: 1-1 W van Algerije: 1-0 W van Syrië: 5-0 kwartfinale: W van Irak: 4-0 halve finale: W van Sovjet-Unie: 1-0 finale: V van Tsjecho-Slowakije: 0-1 |

| Groep C |          |             |             |             |             |            |            |            |        |
| #       | Land     | Wedstrijden | Wedstrijden | Wedstrijden | Wedstrijden | Doelpunten | Doelpunten | Doelpunten | Punten |
| #       | Land     | G           | W           | G           | V           | V          | T          | Saldo      | Punten |
| 1       | DDR      | 3           | 2           | 1           | 0           | 7          | 1          | +6         | 5      |
| 2       | Algerije | 3           | 1           | 1           | 1           | 4          | 2          | +2         | 3      |
| 3       | Spanje   | 3           | 0           | 3           | 0           | 2          | 2          | 0          | 3      |
| 4       | Syrië    | 3           | 0           | 1           | 2           | 0          | 8          | -8         | 4-1    |

| Ronde        | Datum  | Plaats            | Land | Score    | Land |
| ------------ | ------ | ----------------- | ---- | -------- | ---- |
| Groepsfase   |        |                   |      |          |      |
| 20 juli      | Kiev   | DDR               | 1-1  | Spanje   |      |
| 22 juli      | Kiev   | DDR               | 1-0  | Algerije |      |
| 24 juli      | Kiev   | DDR               | 5-0  | Syrië    |      |
| Kwartfinale  |        |                   |      |          |      |
| 27 juli      | Kiev   | DDR               | 4-0  | Irak     |      |
| Halve finale |        |                   |      |          |      |
| 29 juli      | Moskou | Sovjet-Unie       | 0-1  | DDR      |      |
| Finale       |        |                   |      |          |      |
| 2 augustus   | Moskou | Tsjecho-Slowakije | 1-0  | DDR      |      |

### Volleybal
| Olympiër | Discipline | Resultaat | Prestatie |
| --- | ---------- | --------- | --- |
| Katharina Bullin Christine Mummhardt Barbara Czekalla Karin Püschel Brigitte Fetzer Karla Roffeis Andrea Heim Martina Schmidt Ute Kostrzewa Annette Schultz Heike Lehmann Anke Westendorf | zaal (v)   | Zilver    | groep A: 2de W van Cuba: 3-1 (15-11, 15-13, 10-15, 15-4) V van Sovjet-Unie: 1-3 (5-15, 15-10, 14-16, 6-15) W van Peru: 3-2 (15-10, 15-17, 11-15, 15-10, 15-9) halve finale: W van Bulgarije: 3-2 (15-10, 12-15, 15-9, 7-15, 15-6) finale: V van Sovjet-Unie: 1-3 (12-15, 15-11, 13-15, 7-15) |

| Groep A |             |             |             |             |             |             |             |        |        |        |        |
| #       | Land        | Wedstrijden | Wedstrijden | Wedstrijden | Wedstrijden | Wedstrijden | Wedstrijden | Punten | Punten | Punten | Punten |
| #       | Land        | G           | W           | V           | SW          | SV          | SR          | SPW    | SPL    | Saldo  | Punten |
| 1       | Sovjet-Unie | 3           | 3           | 0           | 9           | 2           | +7          | 153    | 99     | +54    | 6      |
| 2       | DDR         | 3           | 2           | 1           | 7           | 6           | +1          | 166    | 160    | +6     | 5      |
| 3       | Cuba        | 3           | 1           | 2           | 4           | 6           | -2          | 117    | 117    | 0      | 4      |
| 4       | Peru        | 3           | 0           | 3           | 3           | 9           | -6          | 108    | 168    | -60    | 3      |

| Ronde        | Datum  | Plaats      | Land | Score     | Land |
| ------------ | ------ | ----------- | ---- | --------- | ---- |
| Groepsfase   |        |             |      |           |      |
| 21 juli      | Moskou | DDR         | 3-1  | Cuba      |      |
| 23 juli      | Moskou | Sovjet-Unie | 3-1  | DDR       |      |
| 25 juli      | Moskou | Peru        | 2-3  | DDR       |      |
| Halve finale |        |             |      |           |      |
| 27 juli      | Moskou | DDR         | 3-2  | Bulgarije |      |
| Finale       |        |             |      |           |      |
| 29 juli      | Moskou | Sovjet-Unie | 3-1  | DDR       |      |

### Wielersport
| Olympiër                                                      | Discipline                    | Resultaat | Prestatie |
| Baan                                                          | Baan                          | Baan      | Baan |
| ------------------------------------------------------------- | ----------------------------- | --------- | --- |
| Lutz Heßlich                                                  | sprint (m)                    | Goud      | 1ste ronde: W van ZIM Musa: 11,42 2de ronde: W van LBA Abdussalam 3de ronde: W van GUY Joseph: 10,75 kwartfinale: W van DEN Salée: 2-0 halve finale: W van URS Kopylov: 2-0 finale: W van FRA Cahard: 2-1 |
| Lothar Thoms                                                  | tijdrit (m)                   | Goud      | 1.02,955 (WR) |
| Harald Wolf                                                   | individuele achtervolging (m) | 4e        | kwalificatie: 1ste in 4.39,96 1ste ronde: W van TCH Penc: 4.37,18 halve finale: V van FRA Bondue: 4.40,10 bronzen finale: V van DEN Ørsted: 4.37,38                                                       |
| Gerald Mortag Uwe Unterwalder Matthias Wiegand Volker Winkler | ploegenachtervolging (m)      | Zilver    | kwalificatie: 2de in 4.18,24 1ste ronde: W van Zwitserland: 4.17,43 halve finale: W van Italië: 4.18,16 finale: V van Sovjet-Unie: 4.19,67                                                                |
| Weg                                                           |                               |           | |
| Thomas Barth                                                  | wegwedstrijd (m)              | 4e        | 4:56.12,9 |
| Bernd Drogan                                                  | wegwedstrijd (m)              | DNF       | niet gefinisht |
| Olaf Ludwig                                                   | wegwedstrijd (m)              | 32e       | 5:04.07,9 |
| Andreas Petermann                                             | wegwedstrijd (m)              | 10e       | 4:57.17,9 |
| Falk Boden Bernd Drogan Olaf Ludwig Hans-Joachim Hartnick     | ploegentijdirt (m)            | Zilver    | 2:02.53,19 |

### Worstelen
| Olympiër        | Discipline  | Resultaat   | Prestatie |
| Vrije stijl     | Vrije stijl | Vrije stijl | Vrije stijl |
| --------------- | ----------- | ----------- | --- |
| Hartmut Reich   | -52kg (m)   | 8e          | 1ste ronde: V van URS Beloglazov 2de ronde: W van SYR Dahrouj 3de ronde: V van MGL Buregdaa                                                                                               |
| Eberhard Probst | -68kg (m)   | 5e          | 1ste ronde: W van CMR Koulaigue 2de ronde: V van BUL Yankov 3de ronde: W van POL Chiliński 4de ronde: W van ROU Duşa 5de ronde: V van YUG Sejdi                                           |
| Hartmut Reich   | -74kg (m)   | 10e         | 1ste ronde: V van IND Singh 2de ronde: W van AFG Zahedi 3de ronde: V van BUL Raychev |
| Armin Weier     | -82kg (m)   | 10e         | 1ste ronde: V van URS Aratsilov 2de ronde: V van MGL Düvchin |
| Uwe Neupert     | -90kg (m)   | Zilver      | 1ste ronde: W van ROU Ivanov 2de ronde: W van FRA Andanson 3de ronde: W van MGL Tserentogtokh 4de ronde: V van URS Oganisyan 5de ronde: W van BUL Ginov zilveren finale: W van POL Cichoń |
| Harald Büttner  | -100kg (m)  | 4e          | 1ste ronde: W van SYR El-Said 2de ronde: W van ROU Puşcaşu 3de ronde: W van CUB Morgan 4de ronde: V van POL Busse 5de ronde: V van TCH Strnisko                                           |
| Roland Gehrke   | +100kg (m)  | 4e          | 1ste ronde: V van URS Andiyev 2de ronde: W van SEN Sakho 3de ronde: W van BUL Ivanov 4de ronde: V van HUN Balla                                                                           |
| Grieks-Romeins  |             |             | |
| Detlef Kühn     | -82kg (m)   | 5e          | 1ste ronde: W van ESP San-Isidro 2de ronde: V van BUL Pavlov 3de ronde: V van URS Korban                                                                                                  |
| Thomas Horschel | -90kg (m)   | 5e          | 1ste ronde: W van SYR Mahayri 2de ronde: V van GRE Pozidis 3de ronde: W van FIN Manni 4de ronde: V van ROU Dicu                                                                           |

### Zeilen
| Olympiër                                   | Discipline      | Resultaat | Prestatie                       |
| ------------------------------------------ | --------------- | --------- | ------------------------------- |
| Jochen Schümann                            | finn            | 5e        | 54,4 punten: (3-3-2-8-7-7-16)   |
| Jörn Borowski Egbert Swensson              | 470             | Zilver    | 38,7 punten: (5-8-1-9-6-1-2)    |
| Wolfgang Haase Wolfgang Wenzel             | flying dutchman | 4e        | 51,4 punten: (5-4-3-9-4-3-8)    |
| Uwe Steingross Jörg Schramme               | tornado         | 8e        | 82,0 punten: (8-8-7-8-opgave-7) |
| Wolf-Eberhard Olaf Engelhardt              | star            | 8e        | 83,7 punten: (8-13-6-13-10-9-4) |
| Dieter Below Bernd Klenke Michael Zachries | soling          | 4e        | 37,4 punten: (s>7-1-5-1-3-6-5)  |

### Zwemmen
| Olympiër                                                           | Discipline            | Resultaat | Prestatie                                                                  |
| ------------------------------------------------------------------ | --------------------- | --------- | -------------------------------------------------------------------------- |
| Frank Kühne                                                        | 100m vrije slag (m)   | 27e       | serie 5: 6de in 52,93                                                      |
| Jörg Woithe                                                        | 100m vrije slag (m)   | Goud      | serie 5: 1ste in 50,49 halve finale 2: 1ste in 50,21 finale: 1ste in 50,40 |
| Detlev Grabs                                                       | 200m vrije slag (m)   | 11e       | serie 5: 2de in 1.53,38                                                    |
| Frank Kühne                                                        | 200m vrije slag (m)   | 14e       | serie 6: 3de in 1.53,63                                                    |
| Jörg Woithe                                                        | 200m vrije slag (m)   | 4e        | serie 4: 1ste in 1.52,33 finale: 4de in 1.51,86                            |
| Detlev Grabs                                                       | 400m vrije slag (m)   | 12e       | serie 4: 2de in 3.58,21                                                    |
| Frank Pfütze                                                       | 400m vrije slag (m)   | 15e       | serie 2: 3de in 3.59,53                                                    |
| Rainer Strohbach                                                   | 400m vrije slag (m)   | 10e       | serie 5: 3de in 3.57,22                                                    |
| Rainer Strohbach                                                   | 1500m vrije slag (m)  | 4e        | serie 3: 2de in 15.17,93 finale: 4de in 15.15,29                           |
| Dietmar Göhring                                                    | 100m rugslag (m)      | 15e       | serie 1: 2de in 58,02 halve finale 2: 7de in 58,85                         |
| Jörg Stingl                                                        | 100m rugslag (m)      | 17e       | serie 2: 3de in 58,98                                                      |
| Dietmar Göhring                                                    | 200m rugslag (m)      | 23e       | serie 3: 5de in 2.14,11                                                    |
| Jörg Stingl                                                        | 200m rugslag (m)      | 12e       | serie 3: 3de in 2.05,19                                                    |
| Jörg Walter                                                        | 100m schoolslag (m)   | 15e       | serie 4: 3de in 1.06,12                                                    |
| Jörg Walter                                                        | 200m schoolslag (m)   | 8e        | serie 1: 2de in 2.23,19 finale: 8ste in 2.22,39                            |
| Roger Pyttel                                                       | 100m vlinderslag (m)  | Zilver    | serie 4: 1ste in 55,99 halve finale 2: 4de in 55,63 finale: 2de in 54,94   |
| Roger Pyttel                                                       | 200m vlinderslag (m)  | Brons     | serie 2: 1ste in 2.05,21 finale: 3de in 2.01,39                            |
| Jörg Walter                                                        | 400m wisselslag (m)   | DSQ       | serie 4: gediskwalificeerd                                                 |
| Frank Pfütze Jörg Woithe Detlev Grabs Rainer Strohbach Frank Kühne | 4x200m vrije slag (m) | Zilver    | 7.28,60                                                                    |
| Dietmar Göhring Jörg Walter Roger Pyttel Frank Kühne               | 4x100m wisselslag (m) | 4e        | serie 2: 4de in 3.51,40 finale: 4de in 3.48,25                             |
|                                                                    |                       |           |                                                                            |
| Ines Diers                                                         | 100m vrije slag (v)   | Brons     | serie 2: 1ste in 56,83 finale: 3de in 55,65                                |
| Barbara Krause                                                     | 100m vrije slag (v)   | Goud      | serie 2: 1ste in 54,98 (WR) finale: 1ste in 54,79 (WR)                     |
| Caren Metschuck                                                    | 100m vrije slag (v)   | Zilver    | serie 4: 1ste in 55,44 finale: 2de in 55,16                                |
| Ines Diers                                                         | 200m vrije slag (v)   | Zilver    | serie 2: 1ste in 2.00,27 finale: 2de in 1.59,64                            |
| Barbara Krause                                                     | 200m vrije slag (v)   | Goud      | serie 4: 1ste in 2.01,18 finale: 1ste in 1.58,33                           |
| Carmela Schmidt                                                    | 200m vrije slag (v)   | Brons     | serie 3: 1ste in 2.02,32 finale: 3de in 2.01,44                            |
| Ines Diers                                                         | 400m vrije slag (v)   | Goud      | serie 2: 1ste in 4.13,98 finale: 1ste in 4.08,76 (OR)                      |
| Carmela Schmidt                                                    | 400m vrije slag (v)   | Brons     | serie 1: 1ste in 4.13,01 finale: 3de in 4.10,86                            |
| Petra Schneider                                                    | 400m vrije slag (v)   | Zilver    | serie 3: 2de in 4.14,49 finale: 2de in 4.09,16                             |
| Heike Dähne                                                        | 800m vrije slag (v)   | Brons     | serie 1: 1ste in 8.36,09 (OR) finale: 3de in 8.33,48                       |
| Ines Diers                                                         | 800m vrije slag (v)   | Zilver    | serie 2: 1ste in 8.40,29 finale: 2de in 8.32,55                            |
| Ines Geißler                                                       | 800m vrije slag (v)   | 7e        | serie 2: 3de in 8.46,96 finale: 7de in 8.45,28                             |
| Ina Kleber                                                         | 100m rugslag (v)      | Zilver    | serie 2: 1ste in 1.02,15 finale: 2de in 1.02,07                            |
| Rica Reinisch                                                      | 100m rugslag (v)      | Goud      | serie 4: 1ste in 1.01,50 (WR) finale: 1ste in 1.00,86 (WR)                 |
| Petra Riedel                                                       | 100m rugslag (v)      | Brons     | serie 3: 1ste in 1.03,25 finale: 3de in 1.02,64                            |
| Cornelia Polit                                                     | 200m rugslag (v)      | Zilver    | serie 3: 1ste in 2.14,81 finale: 2de in 2.13,75                            |
| Rica Reinisch                                                      | 200m rugslag (v)      | Goud      | serie 2: 1ste in 2.13,00 (OR) finale: 1ste in 2.11,77 (WR)                 |
| Birgit Treiber                                                     | 200m rugslag (v)      | Brons     | serie 3: 2de in 2.15,53 finale: 3de in 2.14,14                             |
| Ute Geweniger                                                      | 100m schoolslag (v)   | Goud      | serie 4: 1ste in 1.10,11 (WR) finale: 1ste in 1.10,22                      |
| Bettina Löbel                                                      | 100m schoolslag (v)   | 14e       | serie 4: 5de in 1.14,32                                                    |
| Silvia Rinka                                                       | 100m schoolslag (v)   | 9e        | serie 3: 2de in 1.12,88                                                    |
| Ute Geweniger                                                      | 200m schoolslag (v)   | 6e        | serie 1: 2de in 2.35,42 finale: 6de in 2.34,34                             |
| Bettina Löbel                                                      | 200m schoolslag (v)   | 7e        | serie 1: 1ste in 2.35,31 finale: 7de in 2.34,51                            |
| Silvia Rinka                                                       | 200m schoolslag (v)   | 8e        | serie 2: 2de in 2.34,88 finale: 8ste in 2.35,38                            |
| Christiane Knacke                                                  | 100m vlinderslag (v)  | Brons     | serie 2: 1ste in 1.01,32 finale: 3de in 1.01,44                            |
| Caren Metschuck                                                    | 100m vlinderslag (v)  | Goud      | serie 3: 1ste in 1.01,08 finale: 1ste in 1.00,42                           |
| Andrea Pollack                                                     | 100m vlinderslag (v)  | Zilver    | serie 4: 1ste in 1.00,91 finale: 2de in 1.00,90                            |
| Ines Geißler                                                       | 200m vlinderslag (v)  | Goud      | serie 2: 1ste in 2.13,23 finale: 1ste in 2.10,44 (OR)                      |
| Andrea Pollack                                                     | 200m vlinderslag (v)  | 4e        | serie 3: 2de in 2.13,88 finale: 4de in 2.12,13                             |
| Sybille Schönrock                                                  | 200m vlinderslag (v)  | Zilver    | serie 1: 1ste in 2.13,68 finale: 2de in 2.10,45                            |
| Petra Schneider                                                    | 400m wisselslag (v)   | Goud      | serie 3: 1ste in 4.46,53 finale: 1ste in 4.36,29                           |
| Grit Slaby                                                         | 400m wisselslag (v)   | 4e        | serie 2: 2de in 4.51,01 finale: 4de in 4.48,54                             |
| Ulrike Tauber                                                      | 400m wisselslag (v)   | 5e        | serie 2: 1ste in 4.51,97 finale: 5de in 4.49,18                            |
| Barbara Krause Sarina Hülsenbeck Caren Metschuck Carmela Schmidt   | 4x100m vrije slag (v) | Goud      | serie 2: 1ste in 3.45,19 finale: 1ste in 3.42,71                           |
| Barbara Krause Sarina Hülsenbeck Caren Metschuck Carmela Schmidt   | 4x100m wisselslag (v) | Goud      | serie 1: 1ste in 4.08,89 finale: 1ste in 4.06,67                           |

Afghanistan · Algerije · Andorra · Angola · Australië · België · Benin · Birma · Botswana · Brazilië · Bulgarije · Colombia · Congo-Brazzaville · Costa Rica · Cuba · Cyprus · Denemarken · Dominicaanse Republiek · Duitse Democratische Republiek · Ecuador · Ethiopië · Finland · Frankrijk · Griekenland · Groot-Brittannië · Guatemala · Guinee · Guyana · Hongarije · Ierland · IJsland · India · Irak · Italië · Jamaica · Joegoslavië · Jordanië · Kameroen · Koeweit · Laos · Lesotho · Libanon · Liberia · Libië · Luxemburg · Madagaskar · Mali · Malta · Mexico · Mongolië · Mozambique · Nederland · Nepal · Nicaragua · Nieuw-Zeeland · Nigeria · Noord-Korea · Oeganda · Oostenrijk · Peru · Polen · Portugal · Puerto Rico · Roemenië · San Marino · Senegal · Seychellen · Sierra Leone · Sovjet-Unie · Spanje · Sri Lanka · Syrië · Tanzania · Trinidad en Tobago · Tsjecho-Slowakije · Venezuela · Vietnam · Zambia · Zimbabwe · Zweden · Zwitserland